# Pangrapta grisangula
Pangrapta grisangula là một loài bướm đêm trong họ Erebidae.